# Capraia e Limite
Capraia e Limite (pronuncia: /kaˈpraja e ˈlimite/) è un comune italiano sparso di 7 803 abitanti della città metropolitana di Firenze in Toscana.
Il nome comunale deriva dall'unione dei due centri abitati, Capraia Fiorentina e Limite sull'Arno. Per abbreviare la denominazione che avrebbe accomunato le due parti è stato scelto di tenere soltanto il nome principale dei due centri; tale scelta però ha valore solo in ambito burocratico perché i due centri abitati sono ben distinti, sia storicamente che come conformazione urbanistico-territoriale, pertanto i nomi correntemente usati continuano ad essere Capraia Fiorentina e Limite sull'Arno, che è il capoluogo.
Capraia compare prima di Limite nel nome del comune per ordine alfabetico.

## Geografia fisica

### Territorio
Il territorio del Comune di Capraia e Limite, che si stende lungo il medio corso dell'Arno, sulla riva destra, è prevalentemente collinare ed è costituito da una considerevole varietà di paesaggi.
La parte settentrionale del territorio comunale è occupata dal versante sud del Montalbano, una catena di colline che raggiunge i 627 metri di altezza. La parte più elevata del Comune di Capraia e Limite è un territorio prevalentemente boschivo con alberi d'alto fusto.
- Classificazione sismica: zona 3s (sismicità)

### Clima
- Classificazione climatica: zona D, 1658 GG
- Diffusività atmosferica: alta, Ibimet CNR 2002

## Storia

### Limite sull'Arno
Dopo essere stato un possesso dei conti Guidi, passò al comune di Pistoia e dal secolo XIV alla Repubblica Fiorentina. Successivamente, fin dal diciottesimo secolo, Limite è stato uno dei più importanti centri navali della Toscana grazie alla presenza nel suo territorio di grandi cantieri che rifornivano i nobili ed i porti di gran parte dell'Italia. In quel tempo dunque si affermò a livello nazionale e non solo, nel campo navale, la personalità e l'abilità dei Maestri d'Ascia limitesi.
Oggi, ventunesimo secolo, Limite sull'Arno è un paese relativamente piccolo, sviluppato per la gran parte della sua estensione territoriale fra le pendici del Montalbano (a nord) e lungo il corso del fiume Arno (a sud); è attraversato dalla strada provinciale 106 che si collega con i centri limitrofi, quali, verso ovest, Sovigliana (Spicchio) del Comune di Vinci e verso est Capraia Fiorentina e, passando il fiume, il centro di Montelupo Fiorentino.
Molti sono i luoghi a Limite che narrano la storia, le tradizioni, la personalità del paese e della propria gente. Piazza Vittorio Veneto, la piazza più importante, per storia, detta anche dai cittadini "Piazza Nova", è il centro nevralgico di Limite; è uno spazio con una fontana al centro, è tagliata dalla strada principale ed è dominata dalla facciata monumentale dell'ex cinematografo ed ex casa del fascio (accanto all'attuale Casa del Popolo C.D.P). Qui si riuniscono principalmente gli anziani del paese.
Dietro la Casa del Popolo, lungo via Borsino, è situata una piazzetta caratterizzata da una piccola fontana ed è chiamata appunto piazza della Fontanella. Altro luogo di rilevante importanza per la storia del paese è piazza San Lorenzo, che prende il nome dal santo patrono di Limite sull'Arno festeggiato il 10 di agosto di ogni anno con cene a base di "pastasciutta e nana" (anatra), piatto tipico limitese. Situata nella parte ovest, sulla riva dell'Arno, costituisce una delle più importanti figure della cultura storica limitese. Questo luogo, racchiuso su tre lati dalle abitazioni, è segnato principalmente dalla facciata della chiesa omonima la quale spicca non per la grandezza ma per il rosso della sua facciata a mattoni e la grande finestra circolare soprastante il portale. Percorrendo poi il vicolo delle Botti, cioè un vicolo stretto ed angusto dal quale si lascia piazza Vittorio Veneto sul lato destro in fondo per giungere in piazza San Lorenzo, è possibile arrivare alla cosiddetta corte dei Paperi, posta dietro alla Chiesa con attorno vecchie abitazioni tipiche del centro storico del paese.
Seguendo, lungo le sponde, il corso del fiume Arno nel senso opposto alla corrente, si arriva davanti a Villa Fucini, adesso caserma del corpo dell'Arma dei Carabinieri di Capraia e Limite, che sul lato est si affaccia su una piazza circoscritta da abitazioni storiche; essa è chiamata con lo stesso nome della villa.
Rientrando nel cuore del paese, a nord di piazza Fucini, si arriva a piazza 8 marzo 1944. Tale area è sovrastata dall'edificio più alto di Limite sull'Arno il quale è chiamato dai cittadini "grattacielo" o "palazzone" per la sua altezza che, anche se non elevata, è sufficiente a renderlo visibile da molti punti e a farne un riferimento del paese. Questa struttura fu realizzata negli anni settanta del ventesimo secolo; oggi ospita al suo interno la sede del Comune di Capraia e Limite.
Attraversando la strada provinciale 106, dalla parte opposta di piazza 8 marzo 1944, si arriva alla ex area del cantiere Picchiotti (tale cantiere era per tutto il 1800 e nei primi del 1900 uno dei più rinomati d'Italia). Del cantiere, caduto in disuso, fu deciso l'abbattimento per costruire nuovi edifici condominiali; rimane invece la testimonianza dell'abitazione della famiglia Picchiotti, che risiedeva nella villa situata in passato proprio accanto al cantiere navale abbattuto. Oggi l'abitazione è stata ristrutturata e divisa in appartamenti per ospitare diversi nuclei familiari.
Proseguendo verso nord-est, lungo la strada principale, ci imbattiamo in piazza Cesare Battisti. Questa piazza è caratterizzata nella parte che si affaccia sull'Arno da una zona verde con un monumento ai caduti della seconda guerra mondiale e nella parte opposta da alcuni edifici risalenti alla seconda metà dell'Ottocento.
Qui possiamo osservare gran parte della storia limitese, infatti troviamo in questa piazza uno dei simboli per eccellenza del paese: la sede storica della Società Canottieri Limite, fondata nel 1861, la società canottieri più antica d'Italia. In piazza Cesare Battisti è ubicato anche in angolo, alla sinistra della Società di Canottaggio, lo stabile nel quale avevano sede gli uffici comunali.
Nelle zone interne del paese, avvicinandosi alle pendici dei colli situati a nord troviamo, in fondo a via Cavour, la zona di Casa Cani (così chiamata dai cittadini); uno dei quartieri storici di Limite. Proseguendo verso ovest, sempre lungo le pendici delle colline, si arriva al cimitero dei limitesi e ad un'area prevalentemente costituita da prati, giardini ed edifici condominiali; a nord di quest'area, dietro al cimitero arriviamo invece nella zona del paese denominata il Praticcio. In via Amilcare Ponchielli ha sede l'ultima fabbrica di imbarcazioni rimasta a Limite sull'Arno, la Salani, la quale realizza barche per le società di canottaggio.
Un altro dei luoghi che caratterizzano Limite sull'Arno è piazza Don Valiani (comunemente chiamata piazza della Chiesa). Questa piazza è composta a sud dalla parte che confina con via G. Matteotti e ad ovest da abitazioni private. Nella porzione ad est della piazza invece è situata la Pieve di Santa Maria a Limite, la principale del paese, nonché la più grande. La particolarità di questo edificio è che dall'esterno appare come un'unica grande struttura, invece se entriamo al suo interno scopriamo che è composta da due chiese separate; quella di sinistra, chiamata La Compagnia, anche se il nome completo sarebbe Oratorio della Compagnia della Santissima Trinità, la quale è di dimensioni ridotte ma presenta un altare imponente, è ornata al suo interno da vari dipinti ed affreschi ed è utilizzata solo per eventi eccezionali; la chiesa realizzata nella parte destra è più grande rispetto all'altra ma prevalentemente spoglia, al suo interno spiccano solo due affreschi non molto grandi sulla parete destra e sinistra della navata ed un organo in fondo alla parte presbiterale; questa chiesa viene utilizzata per tutte le funzioni e rimane sempre aperta per raccogliere i fedeli.

### Zona del Montalbano
Proseguendo in direzione nord, la strada (via Palandri) inizia pian piano a salire lungo le pendici del Montalbano, da qui questo quartiere del paese prende il nome di "Molino della Botta" per la preesistenza di un molino alimentato ad acqua dal rio della Botta; continuando a percorrere tale strada poi si può arrivare alla località di Castra, frazione del comune di Capraia e Limite a circa 360/380 metri di altezza sul livello del mare; salendo ancora poi si può giungere nell'area protetta del Montalbano, posta sulla vetta del monte a circa 620 metri di altezza sul livello del mare, qui è possibile osservare alcuni insediamenti di origine etrusca.
Sempre riferite a quest'area esistono varie leggende popolari; una si riferisce ad un enorme masso con una impronta "scavata" su di esso affermando che tale calco sia stato rilasciato dal diavolo mentre si posava su questo grande blocco di pietra, da qui deriva il nome datogli di "Masso del Diavolo". L'altra leggenda si riferisce invece al bosco di alberi secolari che circonda l'insediamento etrusco e racconta di uno spirito (di appartenenza etrusca e chiamato "L'Etrusco") che vaga per questo parco con il compito di proteggerlo, infatti le colline del Montalbano sono state negli anni spesso colpite da incendi, ma mai nessuno di questi è riuscito ad arrivare a bruciare gli alberi di questo parco, perciò si dice che sia questo spirito "dell'Etrusco" ad impedire al fuoco di arrivare fino alla suddetta area.

### Zona di Castellina
Percorrendola la strada principale (Strada Provinciale 106) in direzione est si arriva nel quartiere della Castellina, esso fino alla prima metà del 1900 è sempre stato un centro abitato separato da Limite sull'Arno, poi nel dopoguerra (Seconda guerra mondiale) e dopo il Boom economico degli anni sessanta dell'Italia i due agglomerati urbani, grazie allo sviluppo economico ed alla costruzione di nuovi edifici, si sono espansi fino a divenire un unico paese.
Il quartiere della Castellina è uno dei più sviluppati del comune limitese; in esso sono presenti grandi zone residenziali realizzate di recente, la scuola media inferiore Statale Enrico Fermi, lo stadio comunale Mauro Cecchi e nella parte più ad est è situata la zona industriale paesana. Oltre a tutto ciò troviamo anche la piazza simbolo e ritrovo dei giovani di Limite, ovvero piazza Sandro Pertini.
Nella porzione più a sud del rione della Castellina, cioè lungo la riva del fiume Arno, è ubicata la zona della Mollaia. In essa è stata realizzata ed inaugurata nell'anno 2008 la nuova sede della Società Canottieri Limite.
Continuando a muoversi verso levante, dopo l'area industriale, un viale è posta la strada di accesso per la Villa di Bibbiani (Villa ispirata alla tipologia Medicea Fiorentina); essa attualmente è famosa oltre che per la sua storia anche per la sua cantina di vino rosso e per il suo parco.
Nella parte di terreno tra Limite sull'Arno e Capraia Fiorentina, adiacente all'Arno è stata realizzata, intorno all'anno 2008, una cassa di espansione per il fiume, per evitare che eventuali esondazioni possano colpire in modo devastante i centri abitati.
Seguitando lungo il viale principale, sempre in direzione est, dopo qualche chilometro riprende forma il territorio urbanizzato e si giunge a Capraia Fiorentina.
Dal IV al V secolo, a Castellina c'era una grande villa, la Villa dei Vetti, di un aristocratico romano, Vettio Agorio Pretestato. Un'enorme villa, con pavimenti musivi molto ricchi e una pianta sontuosa, simili alle ville di Costantinopoli, allora capitale dell'Impero Romano d'Oriente. Vettio Agorio Pretestato era il governatore della Tuscia e dell'Umbria prima del 362; poi prefetto dell'Urbe fino al 384, anno della sua morte.

### Capraia Fiorentina
Notizie certe della sua esistenza si hanno nel IX secolo dal codice di Ottone III che cita il castello di Capraia come avamposto pistoiese. Nel 1142 il castello passò in mano ai Conti Alberti che lo ampliarono e cinsero di mura. Nel 1203 i fiorentini per contrastare il presidio pistoiese costruirono la rocca di Montelupo, e già l'anno successivo le due fazioni si accordarono ponendo fine di fatto al predominio militare del castello di Capraia. Nel corso dei secoli seguenti l'abitato si trasformò in borgo di campagna, scelto da famiglie di alto livello. Capraia fu acquisita dal comune di Firenze nel XIV secolo, insieme a Castellina di Greti fu infeudata col titolo di marchesato di Capraia, Castellina di Greti, Limite e Pulignano fu istituito con diploma sovrano del 5 giugno 1741 a favore di Francesco de' Frescobaldi. Fu l'unico possesso feudale che si affacciasse sulle rive dell'Arno, estendendosi sulla riva settentrionale dal Porto di Mezzo a valle di Signa fino alla nave di Motta e Vitiana a valle di Empoli, comprendendo i borghi di Castellina, Limite, Sovigliana, Spicchio, S. Ansano, il castello di Capraia, Castro, Conio, Pulignano, Poggio alla Malva fino ai piedi di Comeana. La sede abituale dei marchesi era la villa di Bibbiani.
Nel 1745 aveva 1 666 abitanti. Si aprì un lungo contenzioso tra il marchese e i fratelli Tosi che pretendevano di cacciare con la civetta nelle sue terre senza permesso. Pietro Metastasio dedicò una sua operetta a Francesco Frescobaldi. Il 19 marzo 1768 il marchese Giuseppe prestò giuramento al nuovo sovrano Pietro Leopoldo, benché il marchesato, dopo la legge sull'abolizione dei feudi, fosse diventato solo titolo onorifico nobiliare. I fratelli Giuseppe e Lorenzo Frescobaldi tuttavia continuarono ad essere i principali proprietari terrieri delle vaste proprietà della zona acquisite sin dal XIV secolo.
Durante la seconda guerra mondiale ingenti furono i danni, con 380 vani tra distrutti e danneggiati gravemente.

### Simboli
Lo stemma comunale e il gonfalone sono stati concessi con decreto del presidente della Repubblica dell'11 dicembre 1997 unendo gli emblemi storici di Capraia Fiorentina e Limite sull'Arno.
Stemma
Gonfalone

## Monumenti e luoghi d'interesse

### Architetture religiose
- Chiesa di Santa Maria a Limite
- Oratorio della Compagnia della Santissima Trinità a Limite
- Abbazia di San Martino in Campo
- Chiesa di Santo Stefano (Capraia Fiorentina)
- Chiesa della Santissima Annunziata (Capraia Fiorentina)
- Chiesa di San Jacopo a Pulignano
- Chiesa di San Lorenzo a Limite sull'Arno
- Chiesa di San Pietro in Castra

### Architetture civili
- Villa I Bibbiani
- Fornace Pasquinucci

### Architetture militari
- Castello di Capraia

### Siti archeologici
- Parco archeologico di Montereggi
- Scavi archeologici villa dell'Oratorio

### Musei
- Mu.Re. (Museo remiero)

## Società

### Evoluzione demografica
Abitanti censiti

### Etnie e minoranze straniere
Secondo i dati ISTAT al 31 dicembre 2015 la popolazione straniera residente era di 563 persone.
Le nazionalità maggiormente rappresentate in base alla loro percentuale sul totale della popolazione residente erano:
- Albania 158 2,06%
- Romania 118 1,54%

## Cultura

### Eventi

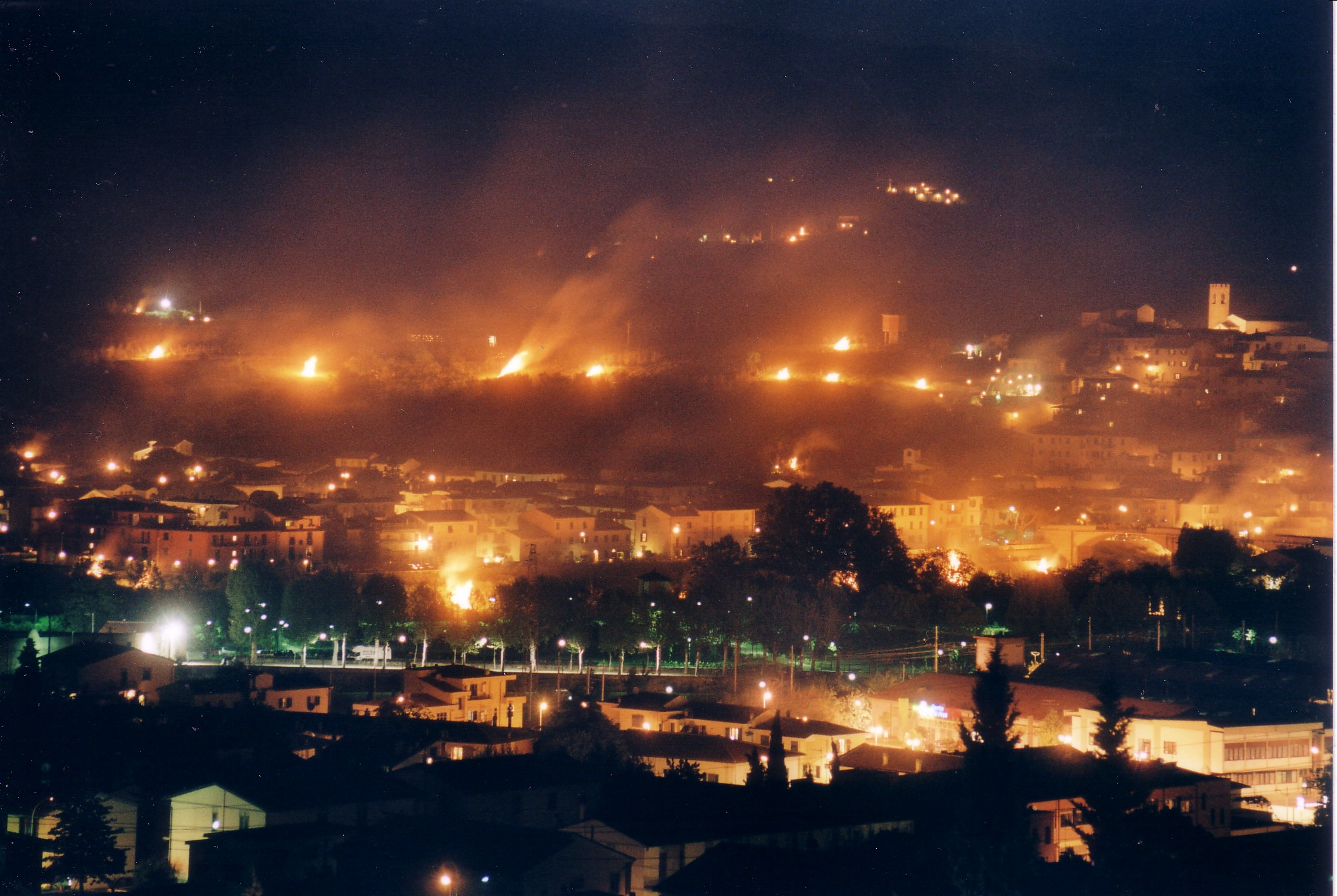
Fuochi di Santa Grania

#### Fuochi di Santa Grania
A Capraia Fiorentina ogni anno, la sera del 1º maggio, i capraini festeggiano santa Grania protettrice dei bambini accendendo dei falò che illuminano a giorno tutto il paese. Questi falò sono chiamati "fochi di santa Grania". Nel passato, non troppo remoto, ogni famiglia accendeva nel proprio orto o giardino un fuocherello. Ancora oggi qualcuno continua tradizionalmente ad accendere il proprio fuocherello, ma nella maggioranza dei casi vengono accesi grandi falò gestiti da più famiglie.

#### Palio dei rioni
A Limite sull'Arno ogni anno si svolge il palio dei rioni che vede in gara gli abitanti del paese divisi secondo la loro zona di residenza. I rioni sono 4: La Punta, La Castellina, Il di Sopra e Il di Sotto.

## Economia
Capraia, un tempo grande produttrice di oggetti in terracotta oggi caduti in disuso, è oggi un centro votato alla produzione di oggettistica in ceramica, nonché all'industria calzaturiera, delle cere e delle candele artistiche.
A Limite primeggiavano le industrie cantieristiche navali, oggi trasferite in prossimità del mare causa la scarsa navigabilità del fiume Arno. A mantenere la tradizione sono rimaste aziende specializzate in meccanica navale e piccoli cantieri di costruzione e riparazione di piccole imbarcazioni. Troviamo inoltre le industrie del mobile, dell'abbigliamento e della produzione dei nastri adesivi.
Nelle campagne è importante la produzione di pregiate olive da olio e di uva da vino. Inoltre molte aziende agricole hanno incluso nella loro tradizionale attività anche quella dell'agriturismo.

## Infrastrutture e trasporti

### Strade
Il comune è attraversato dalla strada provinciale limitese ed è interessato indirettamente dalla SGC Firenze-Pisa-Livorno e dalla strada statale 67 Tosco-Romagnola.

### Ferrovie
Il comune è servito dalla stazione di Montelupo-Capraia sulla ferrovia Leopolda.

## Amministrazione
Di seguito è presentata una tabella relativa alle amministrazioni che si sono succedute in questo comune.
| Periodo        | Periodo        | Primo cittadino      | Partito                            | Carica  | Note  |
| -------------- | -------------- | -------------------- | ---------------------------------- | ------- | ----- |
| 6 luglio 1989  | 22 maggio 1990 | Enrico Baldacci      | Partito Comunista Italiano         | Sindaco | [ 9 ] |
| 15 giugno 1990 | 24 aprile 1995 | Enrico Baldacci      | -                                  | Sindaco | [ 9 ] |
| 24 aprile 1995 | 14 giugno 1999 | Alessandro Alderighi | Partito Democratico della Sinistra | Sindaco | [ 9 ] |
| 14 giugno 1999 | 14 giugno 2004 | Alessandro Alderighi | centro-sinistra                    | Sindaco | [ 9 ] |
| 15 giugno 2004 | 8 giugno 2009  | Enrico Sostegni      | centro-sinistra                    | Sindaco | [ 9 ] |
| 8 giugno 2009  | 26 maggio 2014 | Enrico Sostegni      | centro-sinistra                    | Sindaco | [ 9 ] |
| 26 maggio 2014 | in carica      | Alessandro Giunti    | Partito Democratico                | Sindaco | [ 9 ] |

### Gemellaggi
- Bir Lehlu